# Manfred Enoksson
Manfred Enoksson, född  1962 nära Düsseldorf i Tyskland, är en bagare verksam i Järna utanför Södertälje i Sverige. Han har genomgått en fyraårig bagarmästarutbildning och arbetat i Danmark, England, Norge och Finland. Enoksson kom till Sverige 1992 för att börja arbeta på Saltå kvarn i Järna. Enoksson är idag (2009) bagarmästare på Saltå Kvarn som under hans tid har femdubblat sin produktion av bröd.
Enoksson är förespråkare för ekologisk bakning och håller kurser i hur man bakar ekologiskt och använder surdegar. Bland kursdeltagarna finns småskaliga bagerier och professionella bagare samt privatpersoner. Han har också medverkat i radio och tv ett flertal gånger.
Vid sidan av arbetet för Saltå kvarn är Enoksson verksam vid Eldrimner som är ett resurscenter för hantverksmässig matproduktion och som 2009 gav ut Enokssons bok Bakverkstan. Enoksson har också haft bakskola i Aftonbladet där han lärt ut surdegsbakning. Han deltog 2008 i invigningen av utställningen Bröd och andra bullar på Historiska museet och har också undervisat på Kulturhuset.